# Casa consistorial de Albacete
La casa consistorial de Albacete es un edificio moderno de estilo clasicista del siglo XX que alberga la sede del Ayuntamiento de Albacete ubicado en la ciudad española de Albacete. Se encuentra situada en la plaza de la Catedral, en pleno centro histórico de la capital junto al parque de San Juan y otros edificios emblemáticos como la catedral de San Juan Bautista o la casa de Hortelano, sede del Museo de la Cuchillería de Albacete.

## Historia
El Ayuntamiento de Albacete tuvo su primera sede en Villacerrada. Las casas municipales, como se llamaba por entonces al ayuntamiento, fueron construidas a principios del siglo XVI. El edificio, que fue conocido como Salas Capitulares de Santa María de la Estrella, también se utilizaba como cárcel.
El mal estado del edificio obligó en 1817 a trasladar el Ayuntamiento de Albacete a su segunda sede: la llamada casa Lonja, en la plaza Mayor, un edificio de estilo neoclásico.
El ayuntamiento instaló su sede en la plaza del Altozano en 1903, en la antigua casa Cortés, remodelada para la ocasión por el arquitecto Martínez Villena y estrenada en 1905 por el rey Alfonso XIII.
Finalmente el ayuntamiento se quedó pequeño y se trasladó a su actual ubicación en 1986. El edificio, diseñado por los arquitectos José Luis Palencia y Jesús García Gil e inaugurado en 1986, está situado en la plaza de la Catedral.

## Características

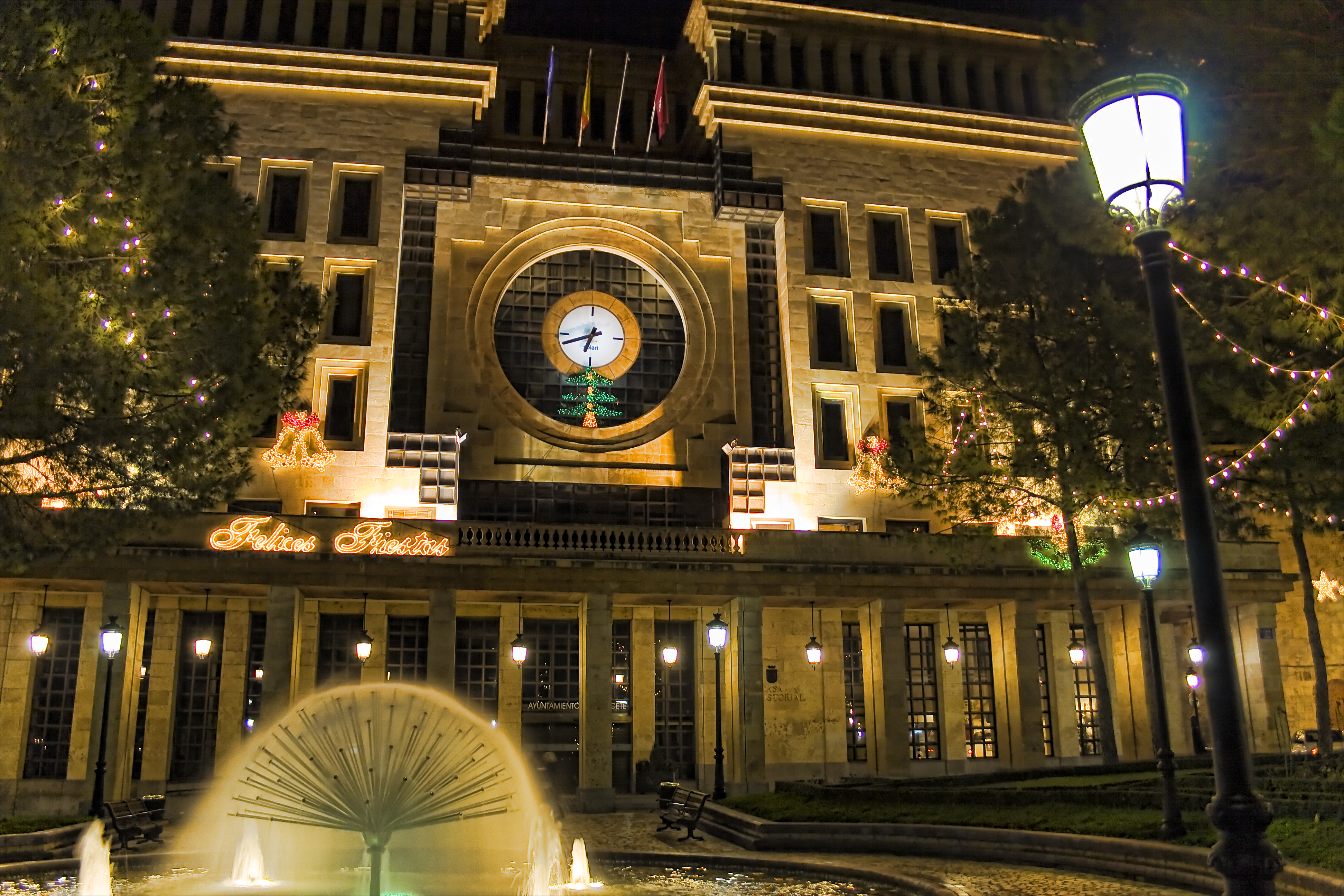
Vista nocturna de la casa consistorial de Albacete en Navidad

La casa consistorial de Albacete, de estilo clasicista, tiene un aire moderno. Está situada en la plaza de la Catedral, en pleno Centro de la capital, junto al parque de San Juan y otros edificios emblemáticos como la catedral de San Juan Bautista de Albacete o la casa de Hortelano, sede del Museo de la Cuchillería de Albacete.
Un gran reloj corona su fachada, que está edificada con piedra especial de Salamanca. El edificio cuenta con ocho plantas sobre rasante (planta baja, entreplanta y plantas 1 a 6) y dos sótanos (plantas sótano 1 y 2). En la planta baja se ubica, junto a otras dependencias, el Auditorio de Albacete, con capacidad para 600 personas.
Una gran escalinata conduce a un patio central porticado que lleva al salón de sesiones. La alcaldía está situada en la primera planta. El edificio cuenta con una biblioteca en la primera planta y un archivo en la primera planta sotáno, entre otras instalaciones.